# 雷应川
雷应川（1958年—1979年），湖南江永县兰溪乡人。瑶族。中国人民解放军人物。

## 生平
高中毕业后回家乡参加生产。1976年5月，加入中国共青团。同年12月参加中国人民解放军，任战士、班长。1979年2月，参加中越战争，在夺取无名高地战斗中三次中弹，七处负伤，双腿被炸断，仍不下火线，坚持掩护冲锋杀敌，以惊人毅力爬行二十米，捣毁敌人营指挥所，杀死越军上尉营长以下十三人，壮烈阵亡。所在部队党委追认为共产党员，追记一等功。中央军委授予“战斗英雄”称号。